# Paul Floren
Paul Floren, auch Paulus Florenius, Florinus oder Florentius (* 1550 in Sankt Joachimsthal oder Prag; † 1615 in Chur) war ein böhmischer Jesuit, der später protestantischer Theologe wurde und in Österreich, Böhmen und der Schweiz wirkte.

## Leben
Paul Floren wurde in Sankt Joachimsthal (Jáchymov) oder in Prag geboren. Bei Florenus (= Gulden) dürfte es sich um die latinisierte Wiedergabe des Familiennamens Gülden oder Gulden handeln, der - mit dem Leitnamen „Paulus“ - im Erzgebirge für eine Goldschmiede- und Münzmeisterfamilie belegt ist. Angeblich hatte er protestantische Eltern und trat in seiner Jugend zum Katholizismus über. In einer zeitgenössischen polemischen Schrift wird Floren auch als ungetauftes jüdisches Findelkind bezeichnet, dessen Nachname auf Deutsch „Flöri“ (Fleury) gelautet habe.

### Professor im Jesuitenorden
Er studierte 1570 auf Empfehlung von Kardinal Giovanni Francesco Commendone (1524–1584) am Collegium Germanicum in Rom. Floren erhielt 1572/73 während des Studiums ein Kanonikat am Breslauer Dom. Im April 1575 nahm er an einer öffentlichen Disputation in der neuerbauten, noch nicht geweihten Jesuitenkirche Il Gesù in Rom teil, vermutlich anlässlich seiner Promotion zum „Doctor theologiae“. 1575 trat Floren als Novize in den Jesuitenorden ein.
Paul Floren war 1576 bis 1578 Doktor und Professor der Theologie am Jesuitenkolleg zu Wien. Er wandte sich zunehmend dem Protestantismus zu und gewann dafür im Januar 1578 auch seinen Kollegen, den damaligen Professor für Philosophie am Wiener Jesuitenkolleg Christian Francken (* 1549; † nach 1595). Ein Bericht über das entscheidende Gespräch mit Francken wurde 1579 unter dem Titel Breve Colloquium Jesuiticum veröffentlicht und erlebte viele Nachdrucke und Übersetzungen.
Im Februar 1578 wurde Floren aus dem Kolleg entfernt und zum Visitator der Jesuiten Nikolaus Lanoy (1507–1581) nach Olmütz geschickt, der ihn als Häretiker aus dem Orden entließ. Die Entlassung wurde rasch vollzogen, weil man negative Auswirkungen bei dem möglichen Übertritt eines Ordensangehörigen zu den „Utraquisten“ (Protestanten) befürchtete. Anfang Mai 1578 verließ mit Kaspar Kratzer (1545–nach 1585) ein weiterer Jesuit den Wiener Konvent, um evangelisch zu werden.

### Pappenheimer Hof- und Schlossprediger
Floren verzichtete auf das Breslauer Domkanonikat und trat zum Protestantismus über. Er wurde 1578/79 Prediger bei Reichserbmarschall Conrad von Pappenheim (1534–1603) in Prag. 1578 trug Floren sich dort in das Stammbuch von Wilhelm Friedrich Lutz (1551–1597) ein, den er wahrscheinlich im Vorjahr in Wien kennengelernt hatte. Christian Francken, der das Wiener Kolleg im Februar 1579 verlassen hatte, traf Floren im März 1579 in Prag. Mit dem ungarischen Humanisten Graf Balthasar Batthyány (* 1543; † 1590) stand Floren in Briefwechsel.
In der Fastenzeit 1590 führten Floren und der Jesuit Georg Scherer (1540–1605) in Wien im Haus des Kaiserlichen Kammerrates Freiherr Christoph III. von Haym (1552–1611) im Beisein Pappenheims und vieler anderer Adeliger eine öffentliche kontroverstheologische Disputation durch, die heftigen literarischen Widerhall fand, da beide Seiten den Sieg für sich beanspruchten. Eusebius Sarkander nannte Floren in einer verlorenen Schrift „ein auserwähltes Gefäß und heilbringendes Werkzeug Gottes und der Kirche Christi“. Paul Floren führte einen Briefwechsel mit dem Zürcher Antistes Johann Rudolf Stumpf (1530–1592).
Floren begegnet um diese Zeit in Schaffhausen bzw. in der nahegelegenen Pappenheimischen Residenz Engen; mehrere Bücher aus seinem Besitz befinden sich heute in der Stadtbibliothek Schaffhausen. Wahrscheinlich stammen sie aus dem Bücherbestand im Krenkinger Schloss in Engen, den die Stadt Schaffhausen 1637 von Maximilian von Pappenheim, einem Sohn Conrads von Pappenheim, kaufte. 1591 ließ Kaiser Rudolf II. Conrad von Pappenheim in Engen durch württembergische Truppen verhaften und nach Schloss Hohentübingen bringen.

### Aufnahme bei den Haintzel von Degelstein in der Schweiz
1598 während der Gefangenschaft Conrads von Pappenheim im Schloss Hohentübingen traf Martin Crusius (1526–1607) in Tübingen mit Floren zusammen. Dieser lebte damals im Schloss Haldenstein in Churrätien, das 1594/95 vorübergehend von Hans Heinrich Haintzel von Degelstein/Degerstein (* um 1553; † nach 1606), Herr von Elgg, aus Augsburg bzw. Ulm erworben worden war. Bereits die Vorbesitzer Gregor († 1577) und Franz Carl von Hohenbalken hatten versucht, in Haldenstein die Reformation einzuführen. Die Herrschaft fiel um 1604 an die Carl-von-Hohenbalkischen Erben zurück, weil Hans Heinrich Haintzel den Kaufpreis letztlich nicht aufbringen konnte.
Auch in Zürich hielt sich Paul Floren in dieser Zeit auf. Um 1600 trug er sich dort in das Studentenstammbuch von Johann Jakob Breitinger (1575–1645) ein. Johann Wilhelm Stucki (1542–1607) schenkte Floren ein Exemplar seines 1592 in Zürich erschienenen Werkes Carolus Magnus redivivus. 1590 bis 1599 besaßen die Brüder Hans Heinrich und Hans Ludwig (1560–1602) Haintzel von Degelstein (Tägernstein), Söhne des Augsburger Ratsbürgers und Bürgermeisters Johann Baptist I. Haintzel (1524–1581), Schloss Elgg (Elgouw, Elckau) im Kanton Zürich; die Brüder Haintzel lebten zugleich auch in Chur und Zürich.

### Pfarrer in Chur
Paul Floren wurde reformierter Pfarrer an der Martinskirche in Chur. 1604/05 wurde er durch Johannes Pontisella d. J. (1552–1622) abgelöst und an die Regulakirche versetzt, weil man ihm Nachlässigkeiten in seiner Amtsführung vorwarf. 1606 stritt er sich mit Pontisella wegen einer Predigt. Floren wurde der erste Mitarbeiter von Georg Saluz (1571–1645) nach dessen Berufung 1606 nach Chur als Antistes.
1607 gab Floren statt der geforderten einfachen Zustimmung zur Graubündner Synodal- und Predigerordnung Fides ac placita von 1553 ein eigenes Bekenntnis (confessio) ab, das jedoch beanstandet wurde. 1614 wurde er, vermutlich nach Ablegen der geforderten Verpflichtungserklärung, erneut in die Graubündner reformierte Prediger-Matrikel aufgenommen, was die Voraussetzung einer Anstellung war. Nach Florens Tod 1615 wurde Jodocus Gantner 1616 dessen Nachfolger an der Regulakirche.
Paul Floren stand seit 1596 auf dem Index Librorum Prohibitorum in der 1. Klasse häretischer Schriftsteller.

## Werke
- Paulus Florenius, Christian Francken: Breve Colloqvivm Iesuiticvm. Toti Orbi Christiano, & vrbi potissimum Caesarae Viennensi, ad recte cognoscendam, hactenus non satis perspectam, Iesuitarum religionem, vtilissimum Breve Colloquium Jesuiticum. Habitatvm a Sacrae Theologiae Doctorae, & Professore, Pavlo Florenio, cum Christiano Francken, Philosophiae Professore in Caesareo Iesuitarum Gymnasio Viennae, Anno 1578. xx. Ianuarij. Steinmann, Leipzig 1579
  - 2. Aufl. Peter Perna, Basel 1580
  - 3. Aufl. Johann Ramba, Leipzig 1580 (Digitalisat der Bayerischen Staatsbibliothek München)
  - und weitere Auflagen, z. T. mit abweichendem Titel, auch unter dem Pseudonym Paulus Albutius für Christian Francken
  - (wiederabgedruckt in:) Johann Fischart, Martin Chemnitz (Hrsg.): Doctrinae Jesuitarum praecipua Capita a quibusdam Theologis retexta. 2. Aufl. Theophil Regius, La Rochelle 1584, S. 785–807 (Google-Books)
  - (wiederabgedruckt in:) Petrus de Wangen: Physiognomonia Jesuitica. s. n., Lyon 1610, S. 1–33 (Google-Books)
  - (deutsche Übersetzung) Christian Francken: Ein Gesprech Von Jesuitern Allen frommen Christen, die Jesuiter und ihre Religion recht zu erkennen, Vast nützlich zulesen … Mit einem Sendbrieff Pauli Albutij an die Jesuiter. s. n. [Peter Perna], Basel 1581 (Digitalisat der Bayerischen Staatsbibliothek München)
    - (wiederabgedruckt in:) Paulus Florenius, Christian Francken: Ein kurtzes Jesuitisch Gespräch, welches allen … Christen, denen bißhero die Jesuwitsche Religion und Glauben nicht gnugsam … bekannt worden, sehr nutzlich ist zu lesen, gehalten von Paulo Florenio … mit Christian Francken … zu Wien in Osterreich im jar 1578. den 20. tag Jenners. In: Johann Konrad Ulmer (Hrsg.): New Jesuwitspiegel. Darinnen durch … ein lustig Gespräche, ihre Lehre, Glauben, und Leben, auss ihren eignen Schrifften, klärlich für augen gestellet, und … aussführlich widerleget wird … Auff hoch Teutsch für gestellet durch J. C. U. Waldkirch, Basel 1586

  - (englische Übersetzung) Christian Francke: A conference or dialogue discovering the sect of Jesuites, most profitable for all Christendome rightly to knowe their religion. In: William Charke:[32] An answere to a seditious pamphlet lately cast abroade by a Iesuite with a discouerie of that blasphemous sect. Christopher Barker, London 1580, Teil II[33]
  - (englische Übersetzung) Paulus Florenius, Christian Francken, John Camilton (Johann Cambilhon): The doctrines and practises of the Societie of Iesuites, hrsg. von William Freake[34]. Bernard Alsop and Thomas Fawcet for George Gibbs, London 1630